# Lay Down Rotten
Lay Down Rotten est un groupe de death metal allemand, originaire de Herborn. En 2003, leur premier album, intitulé Paralyzed by Fear, est publié au label Remission Records. En soutien à l'album, le groupe se lance dans une tournée au printemps 2004 avec les groupes Meatknife et Gorezone. Formé en 1999, le groupe se sépare en 2015.

## Biographie

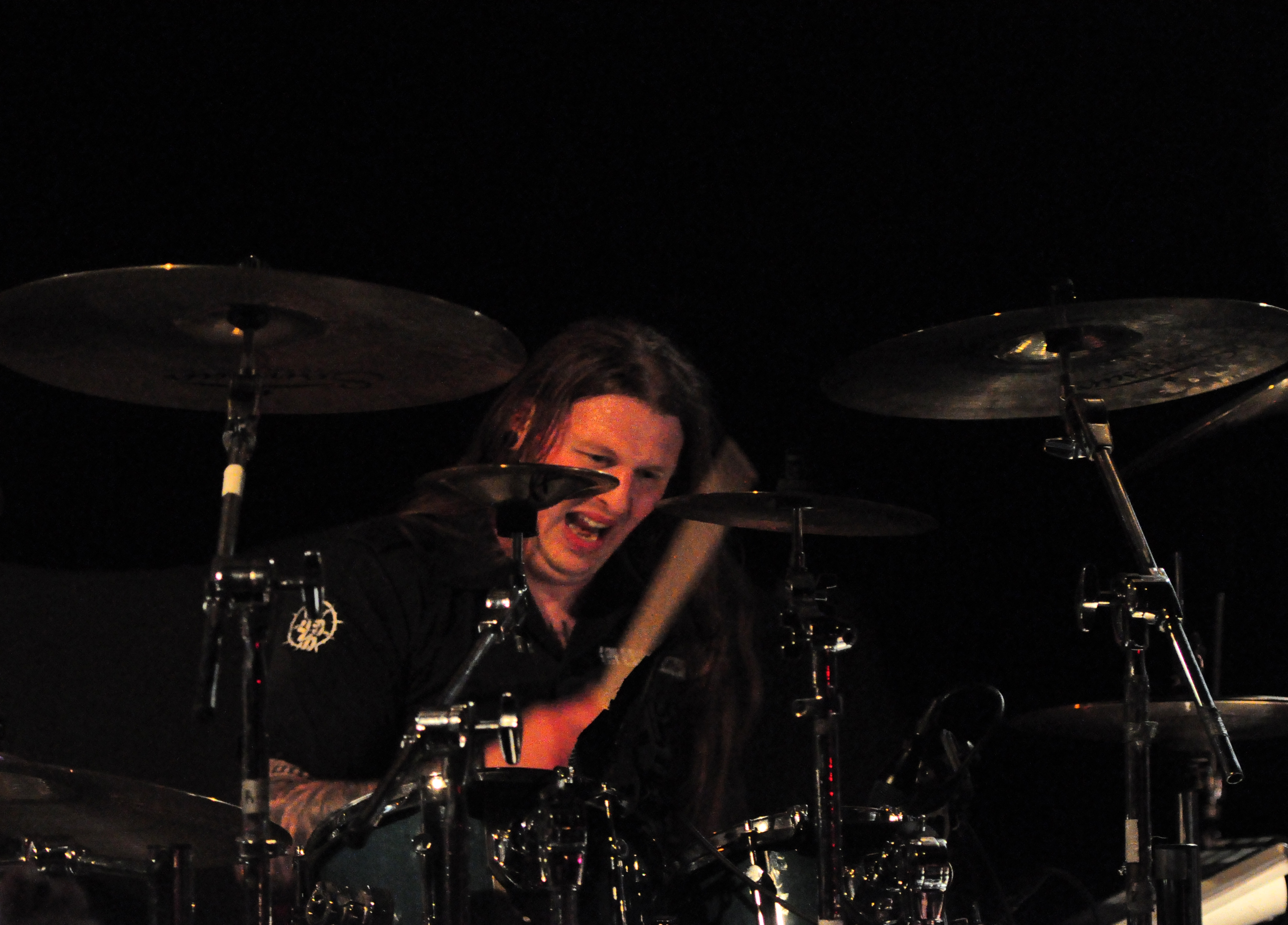
Timo Claas de Lay Down Rotten à Rostock, en 2012.

Le groupe est formé en 1999 à partir d'un projet solo de Daniel Jakobi. Timo Claas, Johannes Pitz et Daniel Benner forment en 2000 le groupe qui prend le nom de Lay Down Rotten. Après quelques enregistrements, deux démos — intitulées Colder as Cold en 2000, et Way of Weakness en 2001 — sont publiées. 
En 2003, leur premier album, intitulé Paralyzed by Fear, est publié au label Remission Records. En soutien à l'album, le groupe se lance dans une tournée au printemps 2004 avec les groupes Meatknife et Gorezone. La même année, le groupe enregistre un deuxième album, Cold Constructed, qui sort l'année suivante, en 2005. Ce deuxième album est suivi en 2006 par un troisième intitulé Breeding Insanity, qui est bien accueilli par la presse spécialisée,,.
En 2007, Lay Down Rotten signe avec Metal Blade Records. Peu après, le guitariste Daniel Benner quitte le groupe, il est remplacé par Nils Forster qui reprend l'enregistrement de l'album Reconquering the Pit. En novembre 2008, ils sont annoncés en studio en décembre pour l'enregistrement d'un nouvel album, suite de Reconquering the Pit. Ce nouvel, intitulé Gospel of the Wretched, dont la couverture est illustrée par Björn Gooses de Killustrations, est annoncé le 8 mai 2009 en Allemagne, et le 11 mai 2009 en Europe.
En octobre 2011, le groupe commence à enregistrer son sixième album, Mask of Malice, aux Desert Inn Studios ; l'album est prévu pour février 2012 au label Metal Blade Records. Les quatre premiers titres annoncés sont Deathchain, And Out Come the Wolves, Hades Resurrected et Swallow the Bitterness. En février 2015, le groupe annonce son intention de se dissoudre au mois de juin. Les membres expliquent avoir des objectifs différents qui ne leur permettent plus d'être ensemble.

## Membres

### Membres actuels
- Timo « Borgir » Claas - batterie (1999-2015)[1]
- Uwe « Dr. Vomit » Kilian - basse (2001-2015)[1]
- Jost « Little » Kleinert - chant (2003-2015)[1]
- Nils Förster - guitare solo (2007-2015)[1]
- Daniel « Kensington » Seifert - guitare (2011-2015)[1]

### Anciens membres
- Johannes Pitz - basse (1999-2001)[1]
- Daniel « Minni Minrichsen » Benner - guitare solo (1999-2007)[1]
- Daniel « Mett-God » Jakobi - guitare, chant (1999-2011)[1]

## Discographie
- 2000 : Colder as Cold (démo)
- 2001 : Way of Weakness (démo)
- 2003 : Paralyzed by Fear
- 2005 : Cold Constructed
- 2006 : Breeding Insanity
- 2007 : Reconquering the Pit
- 2009 : Gospel of the Wretched
- 2012 : Mask of Malice
- 2014 : Deathspell Catharsis